# 神乾
株式会社神乾（しんかん、英: Shinkan Co., Ltd.）は、兵庫県神戸市東灘区にある食品商社。1970年に設立され、農産乾物と一般食品の卸売を行っている。ジェトロの食品輸出協力企業でもある。

## 主な取扱商品
- 一般食品 - 常温、チルド、冷凍（ジェフダ商品含む）[3]
- 農産乾物 - 干し椎茸、木耳、切干し大根など